# Parroquia de Saint David (Dominica)
La Parroquia de Saint David (en inglés: Saint David Parish) es una de las 10 parroquias administrativas en las que se subdivide Dominica. Limita con las parroquias de Sanit Andrew al norte; las de Saint Joseph, Saint Paul y Saint George al oeste; y con la de Saint Patrick al sur. Tiene un área de 131,6 kilómetros cuadrados y una población de 6.604 habitantes, lo que da una densidad de 50,18 habitantes por kilómetro cuadrado.
La capital es Rosalie.

## Localidades

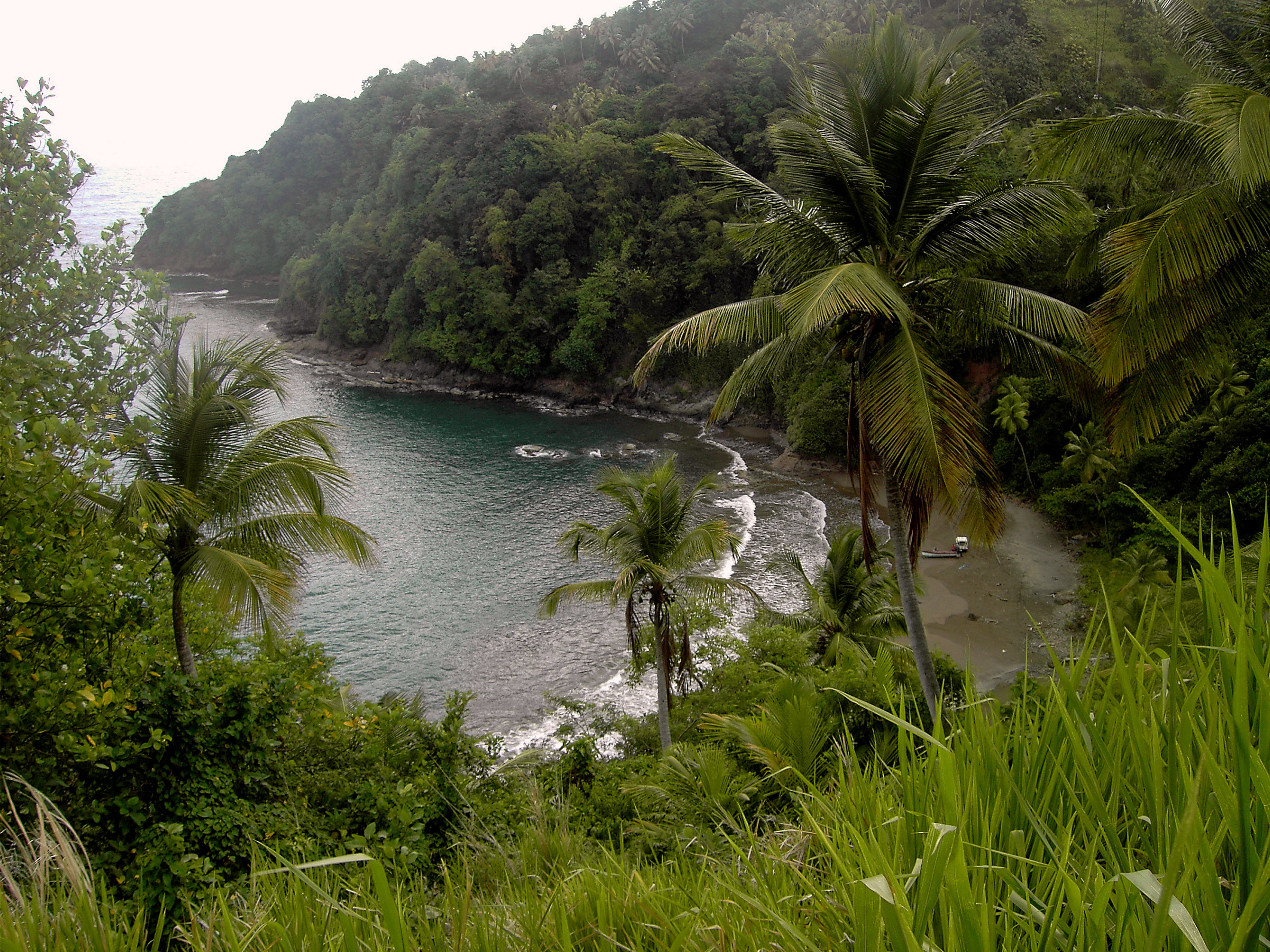
Costa de Saint David.

La localidad más poblada de Saint David es Castle Bruce con una población de 1653 personas. Otras localidades son:
- Grand Fond
- Rosalie
- Good Hope
- Petite Soufrière
- Riviere Cyrique
- Morne Jaune
- San Sauveur

CRAYFISH RIVER

## Áreas de interés
El área norteña de la parroquia es también hogar de unos 3000 indígenas nativos de la isla de Dominica.